# Oskar von Alvensleben
Karl Wilhelm Ludwig Oskar von Alvensleben (Teutschenthal, 18 febbraio 1831 – Dresda, 5 febbraio 1903) è stato un pittore tedesco, del XIX secolo.

## Biografia
Apparteneva ad un'antichissima e aristocratica famiglia della Prussia, dalla quale provennero vescovi, generali, conti e un cavaliere templare, Friedrich von Alvensleben, mentre un avo di Oskar, Joachim I von Alvensleben, era stato consigliere dell'elettore Federico il Saggio di Sassonia, aveva presenziato la Confessione di Augusta ed aveva gettato le basi politiche del luteranesimo in Germania. Fratello di Oskar era lo scrittore Udo III von Alvensleben, suoi cugini i generali Constantin von Alvensleben e Gustav von Alvensleben.
Oskar studiò al ginnasio di Gohlis e a differenza dei suoi numerosi cugini non intraprese mai la carriera delle armi, bensì si laureò all'Università di Lipsia e frequentò numerosi corsi all'Accademia dell'arte di Berlino, seguendo le lezioni di Julius Hübner e Carl Gottlieb Peschel.
Divenuto particolarmente amico del primo, seguì questi a Vienna, dove conobbe Moritz von Schwind, rimanendo ammirato dal carattere dei dipinti di questi due autori, forse un po' rustico, che rispecchiava da un lato l'arte popolare di Bruegel ma anche il carattere romantico, folcloristico di Schwind e Friedrich. Oskar si distinse a Vienna come autore di quadri paesaggistici ad acquerello, rappresentando luoghi romantici intorno a Vienna e nella valle del Danubio, del Salz e anche scene della mitologia germanica o di fiabe popolari tedesche e austriache, spesso con riferimento alle ondine e ai giganti.
Un viaggio in Norvegia, durante il quale conobbe Ibsen, lo portò a dipingere, oltre che scende di fiabe, numerosi quadri del paesaggio dei fiordi e dei monti norvegesi del Glittertind e della catena del Jotunheimen.
Parte dei suoi quadri sono riposti a Stralsund, altri allo Stadtmuseum di Dresda, altri al Kulturhistorisches Museum di Magdeburgo e a Plauen; altri all'Accademia dell'Arte di Berlino.